# Juanma López
Juan Manuel 'Juanma' López Martinez (Madrid, 3 de setembro de 1969) é um ex-futebolista profissional espanhol, defensor, disputou a Euro 1996 e foi campeão olímpicos em 1992.